# Péter Palotás
Péter Palotás (27 de junio de 1929 – 17 de mayo de 1967, Budapest) fue un futbolista húngaro, uno de los mayores goleadores de la historia del MTK Budapest, equipo en el que jugó toda su carrera deportiva. Durante los años 1950 fue miembro del equipo nacional húngaro conocido como los Magiares poderosos junto a Nándor Hidegkuti, Ferenc Puskás, Zoltán Czibor, Sándor Kocsis o József Bozsik. Palotás tuvo que retirarse de la práctica del fútbol prematuramente en 1959 por problemas cardíacos. Esos problemas le llevaron finalmente a su muerte con sólo 37 años.

## Carrera profesional
Palotás pasó toda su carrera como jugador en el MTK. Junto con Nándor Hidegkuti, Mihály Lantos, József Zakariás y el entrenador Márton Bukovi, Palotás formó el mejor MTK de la historia y fue pionero en el rol del delantero centro caído a una banda. Esta generación del MTK —cuando Hungría se convirtió en un estado comunista, MTK pasaron a manos de la policía secreta, el ÁVH y cambió numerosas ocasiones de denominación— con Palotás ganó tres títulos de la Liga húngara, una Copa húngara y una Copa Mitropa.
En 1955, como Vörös Lobogó, uno de los dieciséis equipos que participaron en la primera edición de la Copa de Europa de clubes. El 7 de septiembre de 1955 en el Népstadion, Palotás marcó un hat-trick al vencer al RSC Anderlecht por 6-3 en el partido de ida de la primera ronda. Este fue el primer hat-trick anotado en un partido de Copa de Europa. El ariete húngaro volvió a marcar en el partido de vuelta en que el Vörös Lobogo ganó 4-1. Durante los cuartos de final contra el Stade de Reims marcó otros dos goles, pero perdió 8-6 en el global y terminó la competición con un total de seis goles anotados.

## Selección nacional
Entre 1950 y 1956, Palotás jugó 24 partidos y anotó 18 goles con la selección nacional de Hungría. Marcó dos goles en su debut el 24 de septiembre de 1950 en una victoria por 12-0 contra Albania. En 1952 Palotás anotó cuatro goles, mientras ayudó a Hungría a convertirse en campeones olímpicos. Anotó dos goles en la victoria por 3-0 frente a Italia el 21 de julio. También jugó en la final contra Yugoslavia el 2 de agosto de 1952. El 17 de mayo de 1953, ayudó a Hungría hacerse con la Copa Internacional de Europa Central cuando jugó en la victoria por 3-0 ante Italia en el Stadio Olimpico.
Aunque compañeros de equipo en el MTK, Palotás y Nándor Hidegkuti competían por un puesto en el once inicial de la selección nacional. En 1953 Hidegkuti se había establecido como la primera opción de falso delantero centro en Hungría y, como resultado, Palotás no fue incluido en el once inicial de los dos amistosos contra Inglaterra. A pesar de ello, continuó jugando con regularidad para Hungría hasta 1956. Durante la Copa Mundial de la FIFA 1954 marcó dos goles en la fase de grupos en la victoria de 9-0 contra Corea del Sur y también jugó en la semifinal contra Uruguay. El 19 de mayo de 1955 marcó un hat-trick ante Finlandia antes de jugar su último partido con Hungría el 9 de junio de 1956 contra Portugal.

## Palmarés
Hungría
- Juegos Olímpicos
  - 1952
- Campeón de Europa Central
  - 1953
- Copa Mundial de Fútbol
  - Subcampeón: 1954

MTK/Textiles/Bástya/Vörös Lobogó
- Campeón de Hungría: 3
  - 1951, 1953, 1958
- Copa de Hungría: 1
  - 1952
- Copa Mitropa: 1
  - 1955

- Datos: Q921043